# Bolesław Kapitan
Bolesław Kapitan (ur. 21 września 1932 w Jamach) – polski działacz polityczny i sportowy, prezes Polskiego Komitetu Olimpijskiego (1973–1978; 1986–1988) oraz Głównego Komitetu Kultury Fizycznej i Turystyki, poseł na Sejm PRL VIII kadencji (1980–1985), konsul generalny w Leningradzie (1988–1990).

## Życiorys
Syn Aleksandra i Karoliny. W czasie II wojny światowej stracił oboje rodziców, brata i siostrę. W wieku 11 lat przeżył pacyfikację swojej rodzinnej wsi Jamy, dokonaną przez Niemców 8 marca 1944. Późne dzieciństwo spędził w domu dziecka.
Uzyskał wykształcenie na Wydziale Historycznym Uniwersytetu Moskiewskiego. Był nauczycielem szkół średnich i wykładowcą akademickim, autor artykułów na tematy obyczajowe, historyczne i sportowe, jak również książki pt. Rozmowa z wnuczką.
Działał w Towarzystwie Przyjaźni Polsko-Radzieckiej, będąc m.in. przewodniczącym Komitetu Absolwentów Uczelni Radzieckich przy Zarządzie Głównym TPPR. Dwukrotnie pełnił obowiązki prezesa Polskiego Komitetu Olimpijskiego (1973–1978; 1986–1988), był także szefem Głównego Komitetu Kultury Fizycznej i Turystyki.
W Polskiej Zjednoczonej Partii Robotniczej był I sekretarzem Komitetu Wojewódzkiego w Toruniu oraz zastępcą członka Komitetu Centralnego. W 1980 uzyskał mandat posła na Sejm PRL VIII kadencji z okręgu Toruń, który sprawował do 1985. W latach 1986–1989 był członkiem Ogólnopolskiego Komitetu Grunwaldzkiego. W latach 1988–1990 był konsulem generalnym w Leningradzie.